# Campoli del Monte Taburno
Campoli del Monte Taburno – miejscowość i gmina we Włoszech, w regionie Kampania, w prowincji Benewent.
Według danych na I 2009 gminę zamieszkiwało 1540 osób przy gęstości zaludnienia 157,8 os./1 km².